# Claude Robin (football, 1941)
Pour les articles homonymes, voir Robin et Claude Robin.
Claude Robin, né le 10 mai 1941 aux Sables-d'Olonne (Vendée) et mort le 27 juin 2010 à La Roche-sur-Yon, est un footballeur international français.

## Biographie
Claude Robin est formé par l'ancien joueur néerlandais du FC Nantes, Gerrit Vreken.
Au cours de sa carrière de joueur, il passe par les clubs professionnels de Reims et de Nantes.
Il est sélectionné en équipe de France espoirs, amateurs, puis militaires, avant de connaître quatre sélections avec les Bleus.
Il redevient ensuite joueur amateur, tout d'abord en équipe réserve du FC Nantes en 1969-1970, puis au Sporting Club de Challans, durant trois années de 1970 à 1973 (la première année en championnat national amateur, les deux autres, en division d'honneur), enfin à l'ES Chaumes de 1973 à 1976 (en division d'honneur).
En 2007, il devient directeur général délégué du FC Nantes, poste qu´il quitte en 2010 quelques mois avant sa mort.
Claude Robin décède d'une crise cardiaque le 27 juin 2010 dans sa Vendée natale, après une sortie à vélo.
En hommage à Claude Robin, les Tigres Vendéens Étoile Chaumoise (TVEC) et sa famille organisent la première édition du Challenge Claude Robin aux Sables d'Olonne (sa ville natale), le dimanche 12 juin 2011.

## Carrière de joueur professionnel
- 1960-1965 : Stade de Reims (43 matches et 1 but en Division 1, 7 matches et 0 but en Division 2)
- 1965-1968 : FC Nantes (105 matches et 8 buts en Division 1)

## Palmarès
- Champion de France en 1962 avec le Stade de Reims
- Vainqueur du Challenge des champions 1965 avec le FC Nantes
- Champion de France en 1966 avec le FC Nantes

## Source
- Collectif, Les Jaunes en Bleu, l'album des 62 internationaux nantais, hors série Presse-Océan, 2008, cf. page 41.